# Велика Косиха
Велика Косиха (рос. Большая Косиха) — присілок в Бежецькому районі Тверської області Російської Федерації.
Населення становить 23 особи. Входить до складу муніципального утворення Шишковське сільське поселення.

## Історія
Від 2005 року входить до складу муніципального утворення Шишковське сільське поселення.

## Населення
| 2010 |
| ---- |
| 23   |